# Asphalia ruficollis
Asphalia ruficollis is een vlinder uit de familie eenstaartjes (Drepanidae). De wetenschappelijke naam is voor het eerst geldig gepubliceerd in 1775 door Denis & Schiffermüller.
De soort komt voor in Europa.